# Primera divisió espanyola de futbol 2019-2020
La temporada 2019-2020 de la lliga espanyola de futbol, també coneguda com a La Liga Santander per raons de patrocini, fou la 89a edició des del seu establiment.
El FC Barcelona partia com a defensor del títol. A manca d'una jornada pel final, el Reial Madrid es va proclamar campió per trenta-quatrena vegada en la seva història.
A mig campionat, durant el mes de març, es va produir un brot de coronavirus-2 de la síndrome respiratòria aguda greu, una pandèmia global vírica que va arribar a Europa des de l'Àsia.
A mesura que diferents països europeus van anar registrant casos de contagi i defuncions, els organismes esportius van començar a prendre consciència del problema. La jornada 27, disputada entre el 6 i el 8 de març de 2020, va ser l'última jornada de campionat disputada amb normalitat. A partir del 10 de març es va anunciar la disputa dels partits de Lliga a porta tancada (sense públic) per frenar l'avanç de la pandèmia. No obstant, només va arribar a disputar un únic partit a porta tancada (sense públic), l'Eibar-Reial Societat que quedava pendent des de la jornada 24 i que havia estat programat per a aquell mateix dia 10 de març. No cessaren la preocupació ni els contagis, i es van donar casos en futbolistes i directius de diversos clubs. Davant el panorama La Liga va decidir suspendre la competició el 12 de març a l'espera de nous esdeveniments, com ja va fer la UEFA amb la Lliga de Campions i la Lliga Europa, i el CONI i la FIGC amb el campionat italià, per citar casos de similar magnitud.
Aquesta suspensió, en principi per a dues jornades, va ser posteriorment prologada indefinidament el 23 de març, es reprendria posteriorment el dijous 11 de juny amb el Sevilla-Betis que corresponia a la jornada 28. Després de la represa, els partits es van celebrar a porta tancada, evitant que els aficionats acudissin als estadis i no es pogués generar focus de coronavirus. En el pla esportiu, va passar una cosa inèdita, que era que es jugaren partits tots els dies des de l'11 de juny fins a la jornada 36a, el 13 de juliol. Així mateix, es va permetre els equips ampliar en dos els canvis (fins a un total de cinc).

## Clubs participants

### Equips per comunitat autònoma
| Núm. | Comunitat autònoma  | Equips                                                  |
| ---- | ------------------- | ------------------------------------------------------- |
| 4    | Comunitat de Madrid | At. Madrid, CD Leganés, Getafe CF i R. Madrid           |
| 4    | País Basc           | Deportivo Alavés, Athletic Club, SD Eibar i R. Societat |
| 3    | País Valencià       | València CF, Llevant i Vila-real CF                     |
| 3    | Andalusia           | Betis, Sevilla FC i Granada CF                          |
| 2    | Catalunya           | FC Barcelona i RCD Espanyol                             |
| 1    | Illes Balears       | RCD Mallorca                                            |
| 1    | Galícia             | Celta de Vigo                                           |
| 1    | Castella i Lleó     | Reial Valladolid                                        |
| 1    | Navarra             | CA Osasuna                                              |

### Estadis i seus
| Equip            | Ubicació   | Estadi                 | Capacitat |
| ---------------- | ---------- | ---------------------- | --------- |
| Alabès           | Vitòria    | Mendizorrotza          | 19.840    |
| Athletic Club    | Bilbo      | San Mamés              | 53.000    |
| At. Madrid       | Madrid     | Estadi Metropolità     | 68.000    |
| FC Barcelona     | Barcelona  | Camp Nou               | 99.354    |
| Celta            | Vigo       | Balaídos               | 29.000    |
| SD Eibar         | Eibar      | Ipurua                 | 7.083     |
| RCD Espanyol     | Barcelona  | RCDE Stadium           | 40.000    |
| Getafe CF        | Getafe     | Coliseum Alfonso Pérez | 17.000    |
| Granada CF       | Granada    | Nuevo Los Cármenes     | 19.336    |
| CD Leganés       | Leganés    | Butarque               | 11.454    |
| Llevant UE       | València   | Ciutat de València     | 26.354    |
| RCD Mallorca     | Palma      | Son Moix               | 24.262    |
| CA Osasuna       | Iruña      | El Sadar               | 18.570    |
| Reial Betis      | Sevilla    | Benito Villamarín      | 60.721    |
| R. Madrid        | Madrid     | Santiago Bernabéu      | 81.044    |
| Reial Societat   | Donostia   | Anoeta                 | 32.000    |
| Sevilla FC       | Sevilla    | Ramón Sánchez Pizjuán  | 42.714    |
| València CF      | València   | Mestalla               | 49.500    |
| Reial Valladolid | Valladolid | José Zorrilla          | 26.512    |
| Vila-real CF     | Vila-real  | Estadi de la Ceràmica  | 23.500    |

### Personal i patrocini
| Equip         | Entrenador           | Capità             | Fabricant de l'equipació |
| ------------- | -------------------- | ------------------ | ------------------------ |
| Alabès        | Asier Garitano       | Manu García        | Kelme                    |
| Athletic Club | Gaizka Garitano      | Iker Muniain       | New Balance              |
| At. Madrid    | Diego Simeone        | Koke               | Nike                     |
| FC Barcelona  | Quique Setién        | Lionel Messi       | Nike                     |
| Celta de Vigo | Òscar Garcia         | Hugo Mallo         | Adidas                   |
| Eibar         | José Luis Mendilibar | Asier Riesgo       | Joma                     |
| Espanyol      | Abelardo             | Javi López         | Kelme                    |
| Getafe        | José Bordalás        | Jorge Molina       | Joma                     |
| Granada       | Diego Martínez       | Fran Rico          | Nike                     |
| Leganés       | Javier Aguirre       | Unai Bustinza      | Joma                     |
| Llevant       | Paco López           | José Luis Morales  | Macron                   |
| Mallorca      | Vicente Moreno       | Xisco Campos       | Umbro                    |
| Osasuna       | Jagoba Arrasate      | Oier Sanjurjo      | Hummel                   |
| Real Betis    | Rubi                 | Joaquín            | Kappa                    |
| Real Madrid   | Zinédine Zidane      | Sergio Ramos       | Adidas                   |
| Real Sociedad | Imanol Alguacil      | Asier Illarramendi | Macron                   |
| Sevilla       | Julen Lopetegui      | Sergio Escudero    | Nike                     |
| València      | Voro                 | Daniel Parejo      | Puma                     |
| Valladolid    | Sergio González      | Javi Moyano        | Adidas                   |
| Vila-real     | Javier Calleja       | Bruno              | Joma                     |

#### Canvis d'entrenador durant la temporada
| Equip         | Entrenador sortint          | Motiu               | Data de sortida  | Classificació | Entrenador substitut    | Data d'entrada   |
| ------------- | --------------------------- | ------------------- | ---------------- | ------------- | ----------------------- | ---------------- |
| València CF   | Marcelino                   | Acomiadat           | 11 setembre 2019 | 10è           | Albert Celades          | 11 setembre 2019 |
| RCD Espanyol  | David Gallego               | Acomiadat           | 7 octubre 2019   | 19è           | Pablo Machín            | 7 octubre 2019   |
| CD Leganés    | Mauricio Pellegrino         | Dimissió            | 21 octubre 2019  | 20è           | Luis Cembranos (interí) | 21 octubre 2019  |
| Celta de Vigo | Fran Escribá                | Acomiadat           | 3 novembre 2019  | 18è           | Òscar Garcia            | 4 novembre 2019  |
| CD Leganés    | Luis Cembranos (interí)     | Fi de l'interinatge | 4 novembre 2019  | 20è           | Javier Aguirre          | 4 novembre 2019  |
| RCD Espanyol  | Pablo Machín                | Acomiadat           | 23 desembre 2019 | 20è           | Abelardo                | 27 desembre 2019 |
| FC Barcelona  | Ernesto Valverde            | Acomiadat           | 13 gener 2020    | 1r            | Quique Setién           | 13 gener 2020    |
| València CF   | Albert Celades              | Acomiadat           | 29 juny 2020     | 8è            | Voro                    | 29 de juny       |
| Alavés        | Asier Garitano Aguirrezabal | Acomiadat           | 5 juliol 2020    | 15è           | Juan Ramón López Muñiz  | 5 juliol 2020    |

## Classificació i resultats

### Taula classificatòria
| Pos | Equip            | PJ | PG | PE | PP | GF | GC | DG  | Pts | Classificació o descens                                    |
| --- | ---------------- | -- | -- | -- | -- | -- | -- | --- | --- | ---------------------------------------------------------- |
| 1   | R. Madrid (C)    | 38 | 26 | 9  | 3  | 70 | 25 | +45 | 87  | Classificació per la Fase de Grups de la Lliga de Campions |
| 2   | FC Barcelona     | 38 | 25 | 7  | 6  | 86 | 38 | +48 | 82  | Classificació per la Fase de Grups de la Lliga de Campions |
| 3   | At. Madrid       | 38 | 18 | 16 | 4  | 51 | 27 | +24 | 70  | Classificació per la Fase de Grups de la Lliga de Campions |
| 4   | Sevilla FC       | 38 | 19 | 13 | 6  | 54 | 34 | +20 | 70  | Classificació per la Fase de Grups de la Lliga de Campions |
| 5   | Vila-real CF     | 38 | 18 | 6  | 14 | 63 | 49 | +14 | 60  | Classificació per la Fase de Grups de la Lliga Europa      |
| 6   | R. Societat      | 38 | 16 | 8  | 14 | 56 | 48 | +8  | 56  | Classificació per la Segona Ronda de la Lliga Europa       |
| 7   | Granada CF       | 38 | 16 | 8  | 14 | 52 | 45 | +7  | 56  |                                                            |
| 8   | Getafe CF        | 38 | 14 | 12 | 12 | 43 | 37 | +6  | 54  |                                                            |
| 9   | València CF      | 38 | 14 | 11 | 13 | 46 | 53 | −7  | 53  |                                                            |
| 10  | CA Osasuna       | 38 | 13 | 13 | 12 | 46 | 54 | −8  | 52  |                                                            |
| 11  | Athletic Club    | 38 | 13 | 12 | 13 | 41 | 38 | +3  | 51  |                                                            |
| 12  | Llevant UE       | 38 | 14 | 7  | 17 | 47 | 53 | −6  | 49  |                                                            |
| 13  | Real Valladolid  | 38 | 9  | 15 | 14 | 32 | 43 | −11 | 42  |                                                            |
| 14  | SD Eibar         | 38 | 11 | 9  | 18 | 39 | 56 | −17 | 42  |                                                            |
| 15  | Real Betis       | 38 | 10 | 11 | 17 | 48 | 60 | −12 | 41  |                                                            |
| 16  | Alabès           | 38 | 10 | 9  | 19 | 34 | 59 | −25 | 39  |                                                            |
| 17  | Celta de Vigo    | 38 | 7  | 16 | 15 | 37 | 49 | −12 | 37  |                                                            |
| 18  | CD Leganés (R)   | 38 | 8  | 12 | 18 | 30 | 51 | −21 | 36  | Descens a la Segona Divisió                                |
| 19  | RCD Mallorca (R) | 38 | 9  | 6  | 23 | 40 | 65 | −25 | 33  | Descens a la Segona Divisió                                |
| 20  | RCD Espanyol (R) | 38 | 5  | 10 | 23 | 27 | 58 | −31 | 25  | Descens a la Segona Divisió                                |

### Resultats
| Casa \ Fora    | ALA | ATH | ATM | FCB | CEL | EIB | ESP | GET | GRA | LEG | LLE | MLL | OSA | BET | RMA | RSO | SEV | VAL | VLD | VIL |
| -------------- | --- | --- | --- | --- | --- | --- | --- | --- | --- | --- | --- | --- | --- | --- | --- | --- | --- | --- | --- | --- |
| Alabès         | —   | 2–1 | 1–1 | 0–5 | 2–0 | 2–1 | 0–0 | 0–0 | 0–2 | 1–1 | 1–0 | 2–0 | 0–1 | 1–1 | 1–2 | 2–0 | 0–1 | 1–1 | 3–0 | 1–2 |
| Athletic Club  | 2–0 | —   | 1–1 | 1–0 |     | 0–0 | 3–0 | 0–2 | 2–0 | 0–2 | 2–1 | 3–1 | 0–1 | 1–0 | 0–1 | 2–0 | 1–2 | 0–1 | 1–1 | 1–0 |
| At. Madrid     | 2–1 | 2–0 | —   | 0–1 | 0–0 | 3–2 | 3–1 | 1–0 | 1–0 | 0–0 | 2–1 | 3–0 | 2–0 | 1–0 | 0–0 | 1–1 | 2–2 | 1–1 | 1–0 | 3–1 |
| FC Barcelona   | 4–1 | 1–0 | 2–2 | —   | 4–1 | 5–0 | 1–0 | 2–1 | 1–0 | 2–0 | 2–1 | 5–2 | 1–2 | 5–2 | 0–0 | 1–0 | 4–0 | 5–2 | 5–1 | 2–1 |
| Celta de Vigo  | 6–0 | 1–0 | 1–1 | 2–2 | —   | 0–0 | 1–1 | 0–1 | 0–2 | 1–0 | 2–3 | 2–2 | 1–1 | 1–1 | 1–3 | 0–1 | 2–1 | 1–0 | 0–0 | 0–1 |
| SD Eibar       | 0–2 | 2–2 | 2–0 | 0–3 | 2–0 | —   | 1–2 | 0–1 | 3–0 | 0–0 | 3–0 | 1–2 | 0–2 | 1–1 | 0–4 | 1–2 | 3–2 | 1–0 | 3–1 | 2–1 |
| RCD Espanyol   | 2–0 | 1–1 | 1–1 | 2–2 | 0–0 | 0–2 | —   | 1–1 | 0–3 | 0–1 | 1–3 | 1–0 | 2–4 | 2–2 | 0–1 | 1–3 | 0–2 | 1–2 | 0–2 | 0–1 |
| Getafe CF      | 1–1 | 1–1 | 0–2 | 0–2 | 0–0 | 1–1 | 0–0 | —   | 3–1 | 2–0 | 4–0 | 4–2 | 0–0 | 1–0 | 0–3 | 2–1 | 0–3 | 3–0 | 2–0 | 1–3 |
| Granada CF     | 3–0 | 4–0 | 1–1 | 2–0 | 0–0 | 1–2 | 2–1 | 2–1 | —   | 1–0 | 1–2 | 1–0 | 1–0 | 1–0 | 1–2 | 1–2 | 0–1 | 2–2 | 2–1 | 0–1 |
| CD Leganés     | 1–1 | 1–1 | 0–1 | 1–2 | 3–2 | 1–2 | 2–0 | 0–3 | 0–0 | —   | 1–2 | 1–0 | 0–1 | 0–0 | 2–2 | 2–1 | 0–3 | 1–0 | 1–2 | 0–3 |
| Llevant        | 0–1 | 1–2 | 0–1 | 3–1 | 3–1 | 0–0 | 0–1 | 1–0 | 1–1 | 2–0 | —   | 2–1 | 1–1 | 4–2 | 1–0 | 1–1 | 1–1 | 2–4 | 2–0 | 2–1 |
| RCD Mallorca   | 1–0 | 0–0 | 0–2 | 0–4 | 5–1 | 2–1 | 2–0 | 0–1 | 1–2 | 1–1 | 2–0 | —   | 2–2 | 1–2 | 1–0 | 0–1 | 0–2 | 4–1 | 0–1 | 3–1 |
| CA Osasuna     | 4–2 | 1–2 | 0–5 | 2–2 | 2–1 | 0–0 | 1–0 | 0–0 | 0–3 | 2–1 | 2–0 | 2–2 | —   | 0–0 | 1–4 | 3–4 | 1–1 | 3–1 | 0–0 | 2–1 |
| Reial Betis    | 1–2 | 3–2 | 1–2 | 2–3 | 2–1 | 1–1 | 1–0 | 1–1 | 2–2 | 2–1 | 3–1 | 3–3 | 3–0 | —   | 2–1 | 3–0 | 1–2 | 2–1 | 1–2 | 0–2 |
| R. Madrid      | 2–0 | 0–0 | 1–0 | 2–0 | 2–2 | 3–1 | 2–0 | 1–0 | 4–2 | 5–0 | 3–2 | 2–0 | 2–0 | 0–0 | —   | 3–1 | 2–1 | 3–0 | 1–1 | 2–1 |
| Reial Societat | 3–0 | 2–1 | 2–0 | 2–2 | 0–1 | 4–1 | 2–1 | 1–2 | 2–3 | 1–1 | 1–2 | 3–0 | 1–1 | 3–1 | 1–2 | —   | 0–0 | 3–0 | 1–0 | 1–2 |
| Sevilla FC     | 1–1 | 1–1 | 1–1 | 0–0 | 1–1 | 1–0 | 2–2 | 2–0 | 2–0 | 1–0 | 1–0 | 2–0 | 3–2 | 2–0 | 0–1 | 3–2 | —   | 1–0 | 1–1 | 1–2 |
| València CF    | 2–1 | 0–2 | 2–2 | 2–0 | 1–0 | 1–0 | 1–0 | 3–3 | 2–0 | 1–1 | 1–1 | 2–0 | 2–0 | 2–1 | 1–1 | 1–1 | 1–1 | —   | 2–1 | 2–1 |
| R. Valladolid  | 1–0 | 1–4 | 0–0 | 0–1 | 0–0 | 2–0 | 2–1 | 1–1 | 1–1 | 2–2 | 0–0 | 3–0 | 1–1 | 2–0 | 0–1 | 0–0 | 0–1 | 1–1 | —   | 1–1 |
| Vila-real CF   | 4–1 | 0–0 | 0–0 | 1–4 | 1–3 | 4–0 | 1–2 | 1–0 | 4–4 | 1–2 | 2–1 | 1–0 | 3–1 | 5–1 | 2–2 | 1–2 | 2–2 | 2–0 | 2–0 | —   |